# Sérent
Sérent (tiếng Breton: Serent) là một xã ở tỉnh Morbihan trong vùng Bretagne tây bắc Pháp. Xã này có diện tích 59,67 km², dân số năm 1999 là 2.716 người. Khu vực này có độ cao từ 15-156 mét trên mực nước biển.
Cư dân của Sérent danh xưng trong tiếng Pháp là Sérentais.